# Chặng đua MotoGP Argentina 2023
Chặng đua MotoGP Argentina 2023 là chặng đua thứ 2 của mùa giải đua xe MotoGP 2023. Chặng đua diễn ra từ ngày 31/03/2023 đến ngày 02/04/2023 ở trường đua Termas de Rio Hondo, Argentina.
Brad Binder của đội đua KTM đã giành chiến thắng cuộc đua Sprint race. Marco Bezzecchi của đội đua VR46 vượt lên dẫn dầu bảng xếp hạng tổng với 50 điểm sau khi giành chiến thắng cuộc đua chính thể thức MotoGP.

## Kết quả phân hạng thể thức MotoGP
| Fastest session lap |

| Stt                | Số xe | Tay đua               | Xe      | Kết quả      | Kết quả  |
| Stt                | Số xe | Tay đua               | Xe      | Q1           | Q2       |
| ------------------ | ----- | --------------------- | ------- | ------------ | -------- |
| 1                  | 73    | Álex Márquez          | Ducati  | 1:47.317     | 1:43.881 |
| 2                  | 72    | Marco Bezzecchi       | Ducati  | Vào thẳng Q2 | 1:44.053 |
| 3                  | 1     | Francesco Bagnaia     | Ducati  | Vào thẳng Q2 | 1:44.739 |
| 4                  | 21    | Franco Morbidelli     | Yamaha  | Vào thẳng Q2 | 1:45.982 |
| 5                  | 12    | Maverick Viñales      | Aprilia | Vào thẳng Q2 | 1:46.236 |
| 6                  | 5     | Johann Zarco          | Ducati  | Vào thẳng Q2 | 1:46.463 |
| 7                  | 10    | Luca Marini           | Ducati  | Vào thẳng Q2 | 1:46.588 |
| 8                  | 89    | Jorge Martín          | Ducati  | Vào thẳng Q2 | 1:46.635 |
| 9                  | 41    | Aleix Espargaró       | Aprilia | Vào thẳng Q2 | 1:46.878 |
| 10                 | 20    | Fabio Quartararo      | Yamaha  | 1:47.385     | 1:47.122 |
| 11                 | 30    | Takaaki Nakagami      | Honda   | Vào thẳng Q2 | 1:48.209 |
| 12                 | 42    | Álex Rins             | Honda   | Vào thẳng Q2 | 1:48.694 |
| 13                 | 25    | Raúl Fernández        | Aprilia | 1:47.420     | N/A      |
| 14                 | 49    | Fabio Di Giannantonio | Ducati  | 1:47.456     | N/A      |
| 15                 | 33    | Brad Binder           | KTM     | 1:47.511     | N/A      |
| 16                 | 43    | Jack Miller           | KTM     | 1:47.671     | N/A      |
| 17                 | 37    | Augusto Fernández     | KTM     | 1:48.420     | N/A      |
| 18                 | 36    | Joan Mir              | Honda   | 1:48.585     | N/A      |
| Kết quả chính thức |       |                       |         |              |          |

## Kết quả Sprint race
| Stt                                                              | Số xe | Tay đua               | Đội đua                      | Xe      | Lap | Kết quả   | Xuất phát | Điểm |
| ---------------------------------------------------------------- | ----- | --------------------- | ---------------------------- | ------- | --- | --------- | --------- | ---- |
| 1                                                                | 33    | Brad Binder           | Red Bull KTM Factory Racing  | KTM     | 12  | 19:56.873 | 15        | 12   |
| 2                                                                | 72    | Marco Bezzecchi       | Mooney VR46 Racing Team      | Ducati  | 12  | +0.072    | 2         | 9    |
| 3                                                                | 10    | Luca Marini           | Mooney VR46 Racing Team      | Ducati  | 12  | +0.877    | 7         | 7    |
| 4                                                                | 21    | Franco Morbidelli     | Monster Energy Yamaha MotoGP | Yamaha  | 12  | +2.354    | 4         | 6    |
| 5                                                                | 73    | Álex Márquez          | Gresini Racing MotoGP        | Ducati  | 12  | +2.462    | 1         | 5    |
| 6                                                                | 1     | Francesco Bagnaia     | Ducati Lenovo Team           | Ducati  | 12  | +2.537    | 3         | 4    |
| 7                                                                | 12    | Maverick Viñales      | Aprilia Racing               | Aprilia | 12  | +2.643    | 5         | 3    |
| 8                                                                | 89    | Jorge Martín          | Prima Pramac Racing          | Ducati  | 12  | +3.754    | 8         | 2    |
| 9                                                                | 20    | Fabio Quartararo      | Monster Energy Yamaha MotoGP | Yamaha  | 12  | +3.856    | 10        | 1    |
| 10                                                               | 43    | Jack Miller           | Red Bull KTM Factory Racing  | KTM     | 12  | +5.143    | 16        |      |
| 11                                                               | 30    | Takaaki Nakagami      | LCR Honda Idemitsu           | Honda   | 12  | +5.574    | 11        |      |
| 12                                                               | 5     | Johann Zarco          | Prima Pramac Racing          | Ducati  | 12  | +7.568    | 6         |      |
| 13                                                               | 49    | Fabio Di Giannantonio | Gresini Racing MotoGP        | Ducati  | 12  | +6.965    | 14        |      |
| 14                                                               | 25    | Raúl Fernández        | CryptoData RNF MotoGP Team   | Aprilia | 12  | +7.725    | 13        |      |
| 15                                                               | 42    | Álex Rins             | LCR Honda Castrol            | Honda   | 12  | +8.687    | 12        |      |
| 16                                                               | 37    | Augusto Fernández     | GasGas Factory Racing Tech3  | KTM     | 12  | +9.040    | 17        |      |
| Ret                                                              | 41    | Aleix Espargaró       | Aprilia Racing               | Aprilia | 10  | Ngã xe    | 9         |      |
| Ret                                                              | 36    | Joan Mir              | Repsol Honda Team            | Honda   | 0   | Ngã xe    | 18        |      |
| Fastest sprint lap: Marco Bezzecchi (Ducati) – 1:38.777 (lap 10) |       |                       |                              |         |     |           |           |      |
| Kết quả chính thức                                               |       |                       |                              |         |     |           |           |      |

## Kết quả đua chính thể thức MotoGP
| Stt                                                      | Số xe | Tay đua               | Đội đua                      | Xe      | Lap | Kết quả        | Xuất phát | Điểm |
| -------------------------------------------------------- | ----- | --------------------- | ---------------------------- | ------- | --- | -------------- | --------- | ---- |
| 1                                                        | 72    | Marco Bezzecchi       | Mooney VR46 Racing Team      | Ducati  | 25  | 44:28.518      | 2         | 25   |
| 2                                                        | 5     | Johann Zarco          | Prima Pramac Racing          | Ducati  | 25  | +4.085         | 6         | 20   |
| 3                                                        | 73    | Álex Márquez          | Gresini Racing MotoGP        | Ducati  | 25  | +4.681         | 1         | 16   |
| 4                                                        | 21    | Franco Morbidelli     | Monster Energy Yamaha MotoGP | Yamaha  | 25  | +7.581         | 4         | 13   |
| 5                                                        | 89    | Jorge Martín          | Prima Pramac Racing          | Ducati  | 25  | +9.746         | 8         | 11   |
| 6                                                        | 43    | Jack Miller           | Red Bull KTM Factory Racing  | KTM     | 25  | +10.562        | 16        | 10   |
| 7                                                        | 20    | Fabio Quartararo      | Monster Energy Yamaha MotoGP | Yamaha  | 25  | +11.095        | 10        | 9    |
| 8                                                        | 10    | Luca Marini           | Mooney VR46 Racing Team      | Ducati  | 25  | +13.694        | 7         | 8    |
| 9                                                        | 42    | Álex Rins             | LCR Honda Castrol            | Honda   | 25  | +14.327        | 12        | 7    |
| 10                                                       | 49    | Fabio Di Giannantonio | Gresini Racing MotoGP        | Ducati  | 25  | +18.515        | 14        | 6    |
| 11                                                       | 37    | Augusto Fernández     | GasGas Factory Racing Tech3  | KTM     | 25  | +19.380        | 17        | 5    |
| 12                                                       | 12    | Maverick Viñales      | Aprilia Racing               | Aprilia | 25  | +26.091        | 5         | 4    |
| 13                                                       | 30    | Takaaki Nakagami      | LCR Honda Idemitsu           | Honda   | 25  | +28.394        | 11        | 3    |
| 14                                                       | 25    | Raúl Fernández        | CryptoData RNF MotoGP Team   | Aprilia | 25  | +29.894        | 13        | 2    |
| 15                                                       | 41    | Aleix Espargaró       | Aprilia Racing               | Aprilia | 25  | +36.183        | 9         | 1    |
| 16                                                       | 1     | Francesco Bagnaia     | Ducati Lenovo Team           | Ducati  | 25  | +47.753        | 3         |      |
| 17                                                       | 33    | Brad Binder           | Red Bull KTM Factory Racing  | KTM     | 25  | +48.106        | 15        |      |
| DNS                                                      | 36    | Joan Mir              | Repsol Honda Team            | Honda   |     | Không tham gia | 18        |      |
| Fastest lap: Marco Bezzecchi (Ducati) – 1:45.510 (lap 6) |       |                       |                              |         |     |                |           |      |
| Kết quả chính thức                                       |       |                       |                              |         |     |                |           |      |

## Bảng xếp hạng sau chặng đua
|   | Stt | Tay đua           | Điểm |
| - | --- | ----------------- | ---- |
| 2 | 1   | Marco Bezzecchi   | 50   |
| 1 | 2   | Francesco Bagnaia | 41   |
| 1 | 3   | Johann Zarco      | 35   |
| 2 | 4   | Álex Márquez      | 33   |
| 3 | 5   | Maverick Viñales  | 32   |

|   | Stt | Xưởng đua | Điểm |
| - | --- | --------- | ---- |
|   | 1   | Ducati    | 71   |
| 1 | 2   | KTM       | 38   |
| 1 | 3   | Aprilia   | 32   |
| 1 | 4   | Yamaha    | 27   |
| 1 | 5   | Honda     | 20   |

|   | Stt | Đội đua                     | Điểm |
| - | --- | --------------------------- | ---- |
| 4 | 1   | Mooney VR46 Racing Team     | 65   |
| 2 | 2   | Prima Pramac Racing         | 57   |
|   | 3   | Red Bull KTM Factory Racing | 47   |
| 2 | 4   | Aprilia Racing              | 44   |
| 4 | 5   | Ducati Lenovo Team          | 41   |